# Uppror i Järnbäraland
Uppror i Järnbäraland är en roman av Maj Hirdman, utgiven 1945.
Romanen skildrar Norbergsstrejken 1891–1892 ur ett kvinnoperspektiv. Medan själva strejken och dess förlopp ligger utanför berättelsens fokus, följs istället Tilda Olsson och hennes kamrater i deras kamp för att förse sina familjer med mat, kläder och övrigt av livets nödtorft i arbetsnedläggelsens skugga. Bland annat bedrivs agitations- och solidaritetsarbete samt startas kooperativa lösningar då företagets handelsbod svartlistar de strejkandes familjer.
Romanen tilldelades 1945 tidningen Vis litterära pris.